# L'Arche (restauration)
Pour les articles homonymes, voir L'Arche.
L'Arche est une chaîne de restaurants sur autoroutes, en France, au Luxembourg, en Espagne, au Portugal, et en Belgique.

## Historique
L'enseigne est fondée en 1983 à la suite du démantèlement du réseau Jacques Borel, restaurants portant le nom du fondateur des premiers Restoroute en 1969. L'Arche reprend à cette époque le restaurant historique de l'aire d'Assevillers, sur l'A1.

## Organisation
Il existe plusieurs types de restaurants  : L'Arche est une cafétéria, alors que l'Arche café est une sandwicherie.
Les restaurants d'autoroute « Arche Cafétéria », « Arche Café » et « Arche Tempo » appartiennent au groupe Elior à travers sa filiale Areas (es),.